# دوغلاس ستوركي
روبرت دوغلاس (دوغ) شتوركي (بالإنجليزية: Douglas Sturkey)‏ (من مواليد 7 سبتمبر 1935) هو دبلوماسي أسترالي سابق وسكرتير رسمي للحاكم العام لأستراليا. وهو حاليًا زميل زائر في الجامعة الوطنية الأسترالية، كانبيرا.

## حياته
ولد شتوركي في غرايموث، نيوزيلندا، في 7 سبتمبر 1935 لجيمس روبرت وجيسي جريس شتوركي. هاجرت العائلة إلى أستراليا في عام 1936، حيث درست دوغلاس في كلية ويسلي، بيرث، وجامعة أستراليا الغربية. تخرج مع درجة البكالوريوس في الآداب مع مرتبة الشرف في عام 1956.

## خدمة عامة
كان دوغلاس ستورك عضوًا في السلك الدبلوماسي بوزارة الشؤون الخارجية والتجارة من 1957 إلى 1998، وخلال هذه الفترة خدم في سبع بعثات أسترالية في الخارج، وفي مقر الإدارة في كانبيرا. وتشمل التعيينات العليا التي عقدت نائبة الممثل الدائم لدى الأمم المتحدة، نيويورك؛ سفير لدى المملكة العربية السعودية ودول أخرى في شبه الجزيرة العربية؛ وفي كانبيرا، المستشار الرئيسي المسؤول عن تقديم المشورة السياسية للحكومة بشأن المسائل المتعلقة بعلاقات أستراليا بجنوب شرق آسيا.
في عام 1990 تم تعيينه خلفًا للسيد ديفيد سميث كأمين رسمي للحاكم العام لأستراليا، وهو المنصب الذي شغله حتى 14 يوليو 1998.

## الأكاديمية
عند تقاعده من الخدمة العامة الأسترالية، أكمل شتوركي درجة الماجستير في الآداب ودكتوراه في الفلسفة في مركز الدراسات العربية والإسلامية في الجامعة الوطنية الأسترالية، كانبيرا. كانت أطروحته الدكتوراه حول محاولة إدارة كلينتون لإحداث تسوية شاملة للنزاع العربي الإسرائيلي.
شغل ستوركي موعدًا كزميل زائر في الجامعة الوطنية الأسترالية في عام 2004. اهتماماته البحثية مدرجة على أنها تشمل سياسات الشرق الأوسط والنزاع العربي الإسرائيلي وأمن الخليج.

## مرتبة الشرف
- في قائمة الشرف للعام الجديد في يناير 1995، أصبح ستوركي قائدًا للأمر الملكي الفيكتوري (CVO) بسبب خدماته كسكرتير رسمي للحاكم العام.[2]
- في قائمة الشرف لميلاد الملكة في يونيو 1999، أصبح ستوركي عضواً في وسام أستراليا (AM) بسبب خدماته كسكرتير رسمي للحاكم العام، وللخدمة الدبلوماسية الأسترالية، وإلى مجتمع كانبيرا.[3]
- الدكتور ستورك هو أيضًا فارس الفرسان الأكثر تقديراً في مستشفى القديس يوحنا المقدسي.